# Euhesma viridescens
Euhesma viridescens is een vliesvleugelig insect uit de familie Colletidae. De wetenschappelijke naam van de soort is voor het eerst geldig gepubliceerd in 2001 door Elizabeth M. Exley.
De soort komt voor in Australië (Northern Territory en West-Australië).